# Franco Simone (linguista)
Franco Simone (Poirino, 15 febbraio 1913 – Torino, 13 novembre 1976) è stato un critico letterario italiano.

## Biografia
Sostenuta una tesi di laurea sulla letteratura francese durante il Rinascimento presso l'Università Cattolica di Milano, quando aveva 25 anni si recò ad approfondire gli studi a Parigi all'École des hautes études dove ricevette un premio della Société des Belles-Lettres.
Dal 1946 al 1948 fu lettore alla Facoltà di Lettere dell'Università degli Studi di Torino e poi libero docente. Nel 1948 divenne professore incaricato di letteratura francese all'Università di Genova e nel 1951 vinse il concorso da professore che lo portò a insegnare nelle università di Messina e Genova e infine, per venti anni, nuovamente a Torino, dove divenne anche direttore dell'Istituto di lingua e letteratura francese.
Durante gli anni della docenza tenne lezioni in numerose università straniere, dal Collège de France, a Berkeley (1963), Yale (1965), Harward (1971-1972), facendosi "messager de la culture française" [p. 349]. Nel 1961 ricevette l'onorificenza di cavaliere della Legione d'onore e in seguito la medaglia d'oro dell'Accademia francese per i suoi meriti nella diffusione della lingua e della civiltà francesi.
Si è occupato soprattutto di Umanesimo e Rinascimento francesi già oggetto dei suoi primi studi universitari.
Ha fondato e diretto la rivista Studi Francesi ed è stato vicedirettore (con Ezio Raimondi) della rivista Convivium. L'attività editoriale occupò gran parte della sua attività e molte attenzioni: riteneva che le riviste scientifiche fossero una "palestra internazionale", uno strumento di lavoro nell'ambito di una disciplina [p. 345].
È stato Socio corrispondente dell'Accademia delle Scienze di Torino dal 1959 e Nazionale dal 1967. Grazie a un suo lascito, l'Accademia delle Scienze ha istituito a suo nome un premio per il perfezionamento di un giovane laureato in Lingua e Letteratura Francese presso il Dipartimento di Scienze Letterarie e Filologiche dell’Università di Torino. Il Premio è stato assegnato dal 1979 al 1998.

## Opere
- Pierre de Ronsard, Les amours (a cura di), Milano, Istituto editoriale italiano, 1947.
- La coscienza della rinascita negli umanisti francesi, Roma, Storia e letteratura, 1949.
- Il Rinascimento francese. Studi e ricerche, Torino, SEI, 1961, 1965.2
- Studi in onore di Carlo Pellegrini (a cura di, con Glauco Natoli e Arnaldo Pizzorusso), Torino, SEI, 1963.
- Arts et métiers de France (antologia, a cura di, con Lionello Sozzi), Messina-Firenze, D'Anna, 1964.
- Il pensiero francese del Rinascimento, Milano, Marzorati, 1964.
- Honoré de Balzac, Les paysans (a cura di), Torino, Fogola, 1965.
- Gustave Flaubert, La tentation de Saint Antoine (a cura di), Torino, Fogola, 1966.
- Miscellanea di studi e ricerche sul Quattrocento francese (a cura di), Torino, Giappichelli, 1967.
- Umanesimo, Rinascimento, Barocco in Francia, Milano, Mursia, 1968.
- Storia della storiografia letteraria francese, due capitoli introduttivi (su "Studi francesi", 1969).
- Culture et politique en France à l'époque de l'Humanisme et de la Renaissance, Torino, Accademia delle Scienze, 1974.
- Dizionario critico della letteratura francese (a cura di, 2 voll.), Torino, Utet, 1972.
- Anni di giornalismo, Ginevra, Slatkine, 1987.